# Epinephelus posteli
Epinephelus posteli és una espècie de peix de la família dels serrànids i de l'ordre dels perciformes.

## Morfologia
Els mascles poden assolir els 100 cm de longitud total.

## Distribució geogràfica
Es troba a Madagascar, KwaZulu-Natal (Sud-àfrica) i el sud de Moçambic.